# Phoenix Snow Park
Der Phoenix Snow Park ist ein Wintersportgebiet in Pyeongchang (Südkorea). Bei den Olympischen Winterspielen 2018 fanden dort die Wettkämpfe im Freestyle-Skiing und im Snowboard statt. Außerdem wurden dort die Snowboard-Wettkämpfe der Winter-Paralympics 2018 ausgetragen. Das Stadion hat eine Kapazität von 18.000 Plätzen.